# Tipula (Microtipula) sexcincta
Tipula (Microtipula) sexcincta is een tweevleugelige uit de familie langpootmuggen (Tipulidae). De soort komt voor in het Neotropisch gebied.